# BE BOP CRAZY
「BE BOP CRAZY」（ビー・バップ・クレイジー）は、川島なお美の9枚目のシングルである。

## 概要
川島なお美アイドル時代最後のシングル。「愛しのマンドリーノ」以来シングルA面では、4年ぶりの本人作詞である（NAO美名義）。

## 収録曲
- 全作詞：NAO美

1. BE BOP CRAZY （3分39秒）
作曲：NOBODY、編曲：新川博
2. 二十五歳（ヴァンサンカン） （4分9秒）
作曲：平井夏美、編曲：小笠原寛

## 収録アルバム
- 『TOKIO APPLAUSE』（#1、2）
- 『GOLDEN☆BEST 川島なお美』（#1、2）